# Pramet
Pramet är en ort och kommun i Österrike. Den ligger i distriktet Ried im Innkreis i förbundslandet Oberösterreich, 210 kilometer väster om huvudstaden Wien. 
Kommunen består av 17 orter (Ortschaften) (inom parentes invånarantal 1 januari 2024):

- Altsommerau (35)
- Ecklham (5)
- Feitzing (20)
- Großpiesenham (124)
- Guggenberg (11)
- Gumpling (45)
- Gutensham (79)
- Hartlhof (38)
- Kleinpiesenham (37)
- Knirzing (9)
- Kronawitten (6)
- Lungdorf (42)
- Noxberg (51)
- Pramet (429)
- Rödt (43)
- Schmieding (20)
- Windischhub (43)